# ثروات الحرب(مسلسل تليفزيوني)
ثروات الحرب
«ثروات الحرب» هي عبارة عن حلقات تليفزيونية أنتجتها ال «بي بي سي» عام 1987، وهي مستوحاة من روايات أوليفيا مانينغ «ثروات الحرب.» ومن أبرز نجومها «كينيث براناه» الذي قام بدور «جاي برينجل», وكان جاي محاضر في الأدب الإنكليزي في بوخارست في وقتٍ مبكر من الحرب العالمية الثانية. وقامت «إيما تومسون» بدور زوجته «هارييت.» ضم طاقم التمثيل أيضًا كل من: «رونالد بيك أب»، و«روبرت ستيفنز», و«آلان بينيت»، و«فيليب مادوك» وأخيرًا «روبرت غريفز.» وقد صوّر المسلسل الأحداث الحقيقية التي وردت في الرواية الأصلية بأمانة، حيث أنها لم تخرج عن النص خروجًا واضحًا.

## روابط خارجية
- ثروات الحرب على موقع IMDb (الإنجليزية)
- ثروات الحرب على موقع ليتربوكسد (الإنجليزية)
- ثروات الحرب على موقع كينوبويسك (الروسية)
- ثروات الحرب على موقع قاعدة بيانات الفيلم (الإنجليزية)